# Trigonanthus bicuspidatus
Trigonanthus bicuspidatus là một loài rêu tản trong họ Cephaloziaceae. Loài này được (L.) Mitt. miêu tả khoa học lần đầu tiên năm 1865.